# Freedom Fighters
Freedom Fighters (original titel: Freedom: The Battle for Liberty Island), er et third-person shooter videospil fra 2003 til konsollerne: Playstation 2, Nintendo GameCube, Xbox og Microsoft Windows. Spillet er udviklet af IO Interactive sammen med deres egen spilmotor Glacier. Spillet er udgivet af Electronic Arts.
Windows-versionen af spillet blev genudgivet digitalt den 21. september 2020 af IO Interactive på Steam, GOG.com og Epic Games Store. Med i købet af genudgivelsen følger det fulde Official Freedom Fighters soundtrack samt 2 bonusnumre, der aldrig var inkluderet i spillet.

## Gameplay
Freedom Fighters er et third-person shooter, hvor spilleren navigerer gennem New York's gader med en kontrollerbar gruppe af holdkammerater, mens de kæmper mod de besættende sovjetiske styrker. Spilleren optjener karismapoint ved at udføre forskellige handlinger, såsom at erobre en base, ødelægge fjendens forsyninger, overtage flag og ødelægge vigtige forsyninger og ammunition. Jo flere karismapoint der opnås, desto flere holdkammerater kan karakteren rekruttere, op til et maksimum på tolv. Spilleren kan give rekrutterne simple ordrer som "følg", "angrib" og "forsvar".

### Multiplayer
På konsol versionen af Freedom Fighters, er der muligt at spille multiplayer. Spillet handler det – ligesom i singleplayer – om at overtage flag, men også bunkere. Flaget er normalt placeret i midten af kortet, mens bunkere er spredt rundt omkring og spawner enten sovjetiske soldater eller amerikanske frihedskæmpere. Op til fire spillere kan deltage via delt skærm og vælge mellem den sovjetiske og den amerikanske side. Hver side har et unikt sæt våben, som spillerne kan skifte mellem under kamp. Spillernes karismamålere er sat til otte, hvilket betyder, at hver spiller maksimalt kan have otte soldater under deres kommando; dog kan hver spiller kun kontrollere op til fire soldater i en fire-spiller kamp. PC-versionen understøtter ikke multiplayer.

## Plot
Spillet starter med en række historiske hændelser der foregår i en alternativ virkelighed, der dog ikke er helt anderledes fra den virkelige historie. Sovjetunionen havde smidt den første atombombe over Berlin i anden verdenskrig, og kommunismen spredte sig over kloden. På tidspunktet spiller foregår – som er i nutiden – er de forenede starter i gang med at blive belejret med kommunismen. 

New York-blikkenslagerbrødrene Chris og Troy Stone er på vej til deres næste job – i anti-sovjet aktivisten Isabelle Angelinas lejlighed. På samme tidspunkt de leder efter Isabella i den tomme lejlighed begynder den sovjetiske invasion af New York City, leder soldater under ledelse af General Tatarin også efter Isabella. Soldaterne kidnapper/beslaglægger Troy. Chris flygter og støder på mændene Mr. Jones og Phil Bagzton. De flygter ned i kloakkerne, hvor de også slår lejr og senere får hovedkvarter/base. Senere befrier Chris Isabella fra en politistation of Troy fra et posthus. 
Som månederne går laver Chris og hans rebeller en masse sabotage på de sovjetiske faciliteter, og genvinder områder af New York City imens de opbygger en hær af New York-borgere og desillusionerede sovjetiske soldater. Chris bliver kendt som "The Freedom Phantom" (friheds fantomet) i følge den sovjetiske tv-station "SAFN". Mr. Jones synes altid at have information om de sovjetiske svagheder og de andre spekulere på hvor han har informationerne fra og på hvad han lavede før krigen. 

Senere bliver Troy igen kidnappet af sovjetiske styrker og bliver tortureret. Han bliver tvunget til at lave en tv-konfession for at afskrække modstandsfolkene, men i stedet opfordrer han Chris til at bliver ved med at kæmpe, hvilket medfølger til at han bliver henrettet af General Tatarin. I det rebelske hovedkvarter opfordrer Mr. Jones til et snigmord af General Tatarin i form af gengæld for Troys henrettelse. Chris udføre dette snigmord, men finder ud af, da han vender tilbage at hovedkvarteret er blevet stormet af sovjetiske styrker og at de fleste af hans modstandsfolk er blevet dræbt. Operationen var blevet skabt af Mr. Jones der afslører ham selv og fortæller at han i virkeligheden hedder Colonel Bulba og at han er styrer KGB i Nordamerika. Efter en lang kamp igennem mange mørke tunneller, finder Chris ud af at Phil og de få andre modstandsfolk der tilbage har fundet et nyt hovedkvarter. Isabella er igen blev fanger af Den Røde Hær. Om vinteren leder Chris modstandsfolkene dybere ind i det invaderede New York, og leder en større razzia på SAFN. Han bruger tv-stationen til at sende en meddelelse ud til alle modstandsfolk og rebeller til at afslutte krigen. 

Et endeligt angreb finder sted på Governor's Island, med en stor masse af modstandsfolk der næsten bliver overvundet af sovjetiske helikoptere. Chris og modstandsfolkene overvinder øen og Fort Jay, hvor de befrier Isabella. New York er befriet for et stykke tid, og Chris og hans modstandsfolk fejre det, med en smule tristhed. 

Et sidste angreb finder sted i ruinerne af Frihedsgudinden.

## Udvikling
I 2002 annoncerende EA Games officielt Freedom: The Battle for Liberty Island, som senere blev omdøbt til Freedom Fighters, på Electronic Entertainment Expo. Spillets koncept involverede oprindeligt en turbaseret strategisk tilstand som et væsentligt element i gameplayet. Udviklet med IO Interactive's egen Glacier 3D-motoren blev Freedom Fighters udgivet i Australien og New Zealand den 25. september og i Storbritannien den 26. september. I Nordamerika blev udgivelsen forsinket med en uge til den 1. oktober efter anmodning fra forhandlere i regionen.

### Musik
Det originale Freedom Fighters soundtrack blev komponeret af Jesper Kyd og udgivet den 29. september 2003 af Sumthing Else Music Works og Nano Studios.
| Nr.           | Titel                                 | Længde |
| ------------- | ------------------------------------- | ------ |
| 1.            | "Main title"                          | 5:02   |
| 2.            | "Invasion of the Empire"              | 0:56   |
| 3.            | "March of the Empire"                 | 5:12   |
| 4.            | "Isabella – Leader of the Resistance" | 4:47   |
| 5.            | "Betrayal at Rebel Base"              | 1:53   |
| 6.            | "The Battle For Freedom"              | 4:07   |
| 7.            | "Nightfall"                           | 3:53   |
| 8.            | "Flag of Freedom"                     | 1:03   |
| 9.            | "Freedom Fighters"                    | 5:11   |
| 10.           | "Choir of Liberty"                    | 0:37   |
| 11.           | "Rebel Base"                          | 4:18   |
| 12.           | "Infiltrator"                         | 4:51   |
| 13.           | "Sabotage"                            | 5:52   |
| 14.           | "Snow Battle"                         | 3:08   |
| 15.           | "Governor's Island"                   | 3:56   |
| 16.           | "Final Battle"                        | 4:01   |
| 17.           | "Zero Hour (Bonus Track)"             | 4:36   |
| 18.           | "Flag of Freedom (Original Version)"  | 2:04   |
| Total længde: | Total længde:                         | 60:05  |